# Wolfgang Ernst II. zu Isenburg und Büdingen

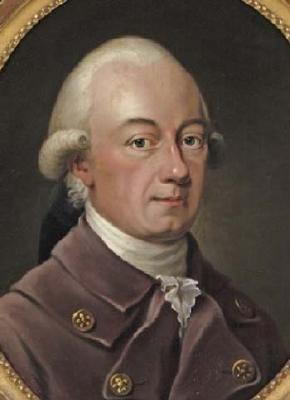
Fürst Wolfgang Ernst II von Isenburg und Büdingen

Wolfgang Ernst II. zu Isenburg und Büdingen (* 17. November 1735 auf Schloss Birstein; † 3. Februar 1803 in Offenbach am Main) war von 1754 bis 1803 Fürst zu Isenburg und Büdingen (Birsteiner Linie).

## Leben
Wolfgang Ernst II. kam als Sohn des Erbprinzen zu Isenburg und Büdingen Wilhelm Emich Christoph zu Isenburg und Büdingen (* 5. Oktober 1708; † 31. Januar 1741) und seiner Frau Amalie Belgika, Tochter des Grafen Carl August zu Ysenburg und Büdingen in Marienborn (* 29. Februar 1716; † 2. Januar 1799) zur Welt.
Er heiratete am 20. September 1760 auf der Schaumburg an der Lahn (Grafschaft Holzappel) Sophie Charlotte, (* 3. April 1743; † 5. Oktober 1781), Tochter des Fürsten Viktor I. Amadeus Adolf (Anhalt-Bernburg-Schaumburg-Hoym).
Folgende Kinder gingen aus dieser Ehe hervor:
- Ernestine Sophie Amalie (* 25. September 1761; † 22. April 1763)
- Wolfgang Ernst (* 21. September 1762; † 5. Dezember 1762)
- Sophie Friederike Luise Auguste (* 27. Januar 1765; † 26. April 1767)
- Carl I. Friedrich Ludwig Moritz, Fürst zu Isenburg und Büdingen, ab 1806 souverainer Fürst zu Isenburg (* 29. Juni 1766; † 21. März 1820)
- Viktor Wilhelm Karl Friedrich (* 11. März 1769; † 21. März 1770)
- Eleonore Friederike (* 30. Januar 1771; † 24. Juni 1772)
- Wolfgang Ernst (* 7. August 1774; † 7. März 1837)
- Viktor Amadeus (* 10. September 1776; † 25. September 1840)

Wolfgang Ernst II. heiratete als Witwer am 20. August 1783 ein zweites Mal: Ernestine Esperance Victoria, Tochter des Grafen Reuss-Greiz (* 20. Januar 1756; † 2. Dezember 1819); aus dieser Ehe gingen keine Kinder hervor.

## Wirken

### Merkantilistische Wirtschaftsförderung

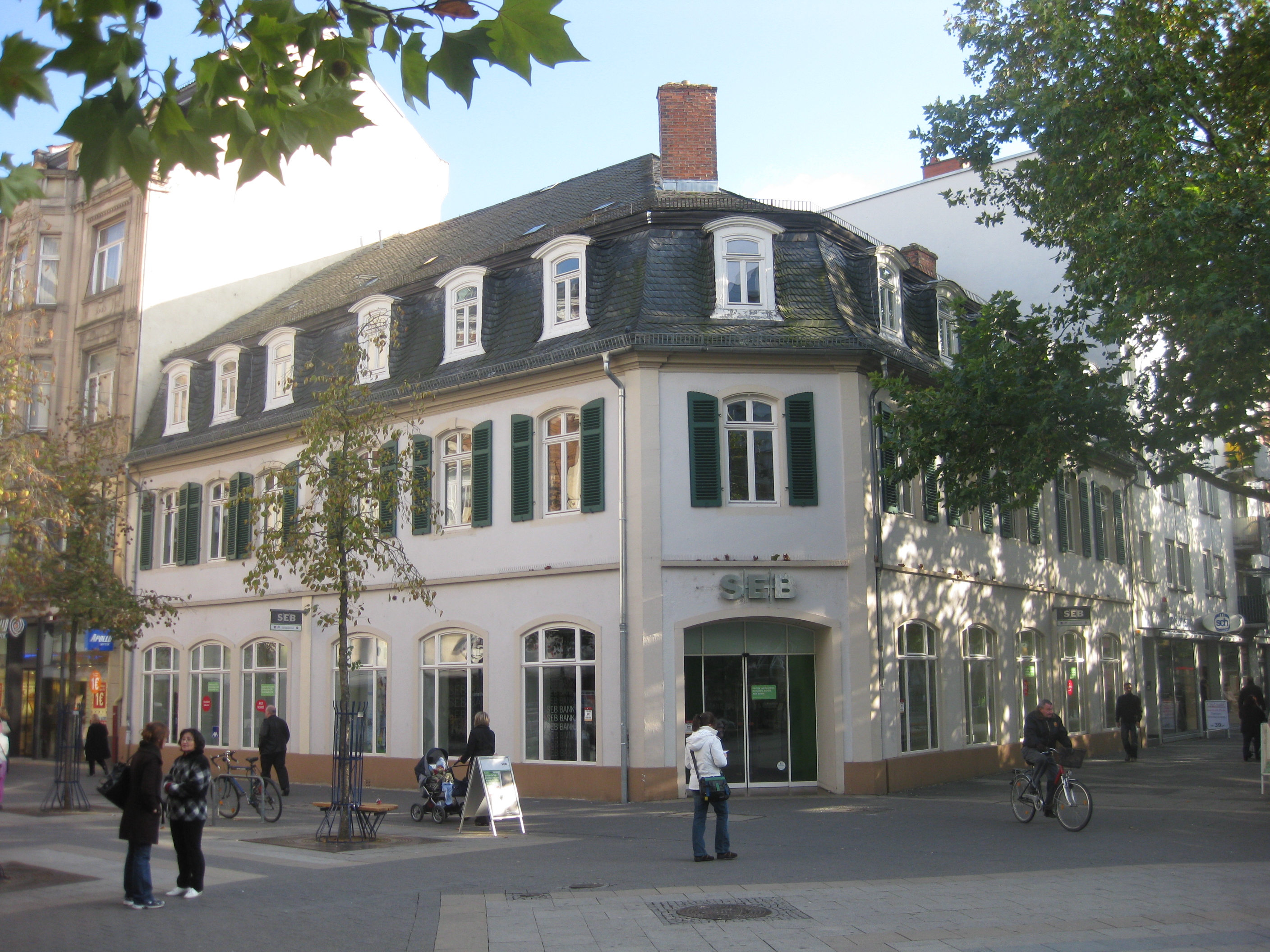
Offenbacher Residenz

Wolfgang Ernsts zweite Residenz (Offenbach am Main) lag damals eine Tagesreise von seiner ersten (Birstein im Vogelsberg) entfernt. Den Fürsten zog es oft nach Offenbach, in seine zweite Residenz, in die schon seit längerem die oberen Regierungsbehörden und Verwaltungsgremien umgesiedelt waren. Sein Territorium war dreigeteilt, das Oberland um Wenings und Birstein, das Unterland um Langenselbold und das Oberamt Offenbach (die Residenz Offenbach und die Stadt Dreieich und ein Teil der angrenzenden Waldungen). Der Ort mit dem größten Gewerbefleiß war Offenbach.
1699 hatte sein Vorgänger französische Réfugiés (Flüchtlinge) aufgenommen, die eine Kolonie gründeten: Neu-Isenburg, in Offenbach kamen Hugenotten unter (französisch-reformierte Gemeinde). Im Oberland dagegen kam es nach dem Siebenjährigen Krieg 1763 zur Auswanderung nach Nordamerika, ins südosteuropäische Banat (Donauschwaben) und zu einer Auswanderungswelle nach Russland (1766). In Offenbach förderten die Pivilegia und Freiheiten vor diejenigen, welche zu Offenbach neu anbauen vom 5. Mai 1766 die Stadterweiterung nach Westen vor dem Frankfurter Tor, dort entstand auch der neue Marktplatz (die gelenkte Bebauung wurde 1779 mit einem Erläuterten Bau-Reglement fortgesetzt). Wolfgang Ernst nutzte jede Gelegenheit die Staatseinnahmen zu erhöhen, was er durch die Stärkung der Wirtschaftskraft Offenbachs zu erreichen suchte, insbesondere durch die Ansiedlung von Luxuswarenherstellern. Um 1770 begann eine neue Blütezeit, die rund 20 Jahre lang anhielt („die große Zeit der Offenbacher Manufakturen“ (so K. P. Decker): Seidenfabrikation, Plüschweberei, Hutmacherei, Wachstuchherstellung, Schnupf- und Rauchtabakherstellung, Tabaksdosen, Bijouterie, Gold- und Silberwaren, Portefeuillemanufakturen, 1773 erschien die erste Zeitung, Brillenmacher, Siegellackhersteller). Der Anteil der jüdischen Bevölkerung wuchs kontinuierlich (Wollfabrikation, Druckerei, eine Seifen- und Lichterfabrik). Wolfgang Ernst förderte die Kultur (Literatur und Musik - Musikverlag, Notendruckerei, Senefelders Lithografie); 1791 wurde ein „Fürstlich Isenburgisches Schauspielhaus“ eingerichtet.

### Schuldenverwaltung und Schuldenvermeidung
Als regierender Fürst kümmerte er sich von Anfang an um die Regulierung der Finanzen seines Territoriums und richtete zur Vermeidung eines Staatsbankrotts eine eigene Debitkommission ein, die von Offenbach aus verwaltet wurde.

### Lebensstil

Plakat über die Aufhebung der Leibeigenschaft im Fürstentum Isenburg 1794 durch Fürst Wolfgang Ernst II.

In Offenbach wurde auch der Nachfolger des Fürsten, sein Sohn Carl, geboren. Das Isenburger Schloss wurde nicht mehr von der fürstlichen Familie bewohnt, diese lebte vielmehr in einem Haus an der neuen Frankfurter Straße – später in einem Eckhaus am Marktplatz (Aliceplatz) – wie Bürger unter Bürgern. Er pflegte den Umgang mit Dichtern: Johann Caspar Lavater, der ihm zu einem dreiwöchigen Erholungsurlaub riet, den er dann auch antrat und Lavater in der Schweiz besuchte (1782), Johann Heinrich Jung-Stilling und eine ganze Reihe Weiterer.

### „Religionsfreiheit“
Seiner Liberalität in Wirtschaftsdingen entsprach auch seine Liberalität in Glaubensdingen, Juden und Katholiken durften ihre Religion ausüben, er tolerierte auch „religiöse Schwärmer“ und überließ das Isenburger Schloss 1787 einer der einflussreichsten Figuren in der Geschichte des Judentums, die sich vollständig vom Land Israel lossagte: Jakob Joseph Frank. Er war als einer der ersten Juden fest entschlossen, sein Volk in Osteuropa für die Moderne zu öffnen, nachdem es seit mehr als 250 Jahren in mittelalterliche Verhältnisse harrte und sich der modernen Welt draußen verschloss. Nach zwei öffentlichen Disputationen sowie der endgültigen Verbannung Franks und seiner Anhänger aus der jüdischen Gemeinschaft verfolgte Frank im Frankismus das Ziel des Aufbaus eines eigenen, frankistischen Hofstaates in Europa, was ihm nach seiner Konversion zum Katholizismus und seiner Erhebung in den polnischen Kleinadelsstand gegen Ende des Lebens hier als Baron von Offenbach auf kleinem, protestantischem Territorium auch gelang. Das Isenburger Schloss, für drei Millionen Gulden an Frank verkauft, wurde so von 1787 bis 1817 zum Frankistenhof und zum Wallfahrtsort der Frankisten. Doch große Macht und Privilegien blieben für Frank und seine Anhänger auch in Offenbach aus. Sein messianisches Reich und sein prophezeiter Sieg Esaus über Edom war in weite Ferne gerückt.

### Politik
Das bekannteste Beispiel seiner Liberalität und Humanität ist die Aufhebung der Leibeigenschaft am 26. März 1794 (in Preußen erst 1807, in Bayern 1818), diese mache „schon dem Namen nach manchen anstößigen Eindruck“. Auch das Besthaupt (eine Art Erbschaftssteuer, nämlich das Recht, sich beim Tode eines Leibeigenen das beste Stück Vieh aus dessen Bestand zu holen) wurde ohne Entschädigung abgeschafft.